# 17139 Malyshev
A 17139 Malyshev (ideiglenes jelöléssel 1999 JS86) a Naprendszer kisbolygóövében található aszteroida. A LINEAR projekt keretében fedezték fel 1999. május 12-én.